# 纹颈獴
纹颈獴（学名 Urva vitticollis） 是发现于印度南部的一种獴。